# Esquece Monelos
Esquece Monelos és una pel·lícula de gènere documental dirigida per la guionista Ángeles Huerta. La pel·lícula utilitza com a metàfora el riu de Monelos, a la Corunya, per tractar per tractar l’oblit de llocs i de la seva gent a causa del creixement urbà. La seva preestrena va tenir lloc el 14 de desembre de 2016 al Teatro Rosalía de Castro de la Corunya, esgotant totes les invitacions. Va arribar als cinemes el 20 d'octubre de 2017 i va arribar a més de 1.500 espectadors segons l'Institut de la Cinematografia i de les Arts Audiovisuals. A més, l'obra s'ha projectat en diversos festivals i esdeveniments cinematogràfics com el Play-Doc International Film Festival de Tui, convertint-se en el documental gallec més guardonat de l'any.

## Argument
El riu Monelos és on les bugaderes d'Oza es van rentar la roba fins a la dècada de 1970. Es va formar per l'agrupació de les rieres d'Eirís, Elviña, Castro, Ponte da Pedra, Martinete, Pastoriza, Morás i San Cristovo. Per motius de salubritat, a principis del segle xix es va ordenar la desviació del riu i a partir del 1965 va començar la seva canalització per enterrar-lo sota els carrers de la ciutat.
El riu serveix de fil conductor per fer un exercici de memòria col·lectiva i individual sobre l'expansió de la ciutat a través del testimoni dels seus habitants. El resultat és un documental coral que inclou personatges polítics de finals del franquisme fins a membres de la comunitat gitana que van haver de traslladar-se a altres barris de la ciutat. Una crònica del desenvolupament urbà extrapolable a la història recent d’Espanya.

## Festivals i premis
| Any  | Categoria                     | Premi/Festival                                        | Receptor                             | Resultat    |
| ---- | ----------------------------- | ----------------------------------------------------- | ------------------------------------ | ----------- |
| 2017 | Millor documental             | 15a edició dels Premis Mestre Mateo                   | Danga Danga Audiovisuals, S.L.N.E.   | Guanyador   |
| 2017 | Millor direcció de fotografia | 15a edició dels Premis Mestre Mateo                   | Jaime Pérez                          | Guanyador   |
| 2017 | Millor muntatge               | 15a edició dels Premis Mestre Mateo                   | Sandra Sánchez                       | Guanyador   |
| 2017 | Menció especial del jurat     | Documenta Madrid 2017                                 |                                      | Guanyador   |
| 2017 | Exposició                     | XIII Festival Internacional de Cinema Play-Doc de Tui |                                      |             |
| 2018 | Millor Documental             | V Premis Feroz                                        |                                      | Finalista   |
| 2018 | Millor Pel·lícula             | XXXII Premis Goya                                     | Danga Danga Audiovisuais, S.L.N.E.   | Candidatura |
| 2018 | Millor Direcció Novell        | XXXII Premis Goya                                     | Ángeles Huerta González              | Candidatura |
| 2018 | Millor Guió Original          | XXXII Premis Goya                                     | Ángeles Huerta González, Antón Núñez | Candidatura |
| 2018 | Millor Direcció de Producció  | XXXII Premis Goya                                     | Marta Eiriz Gallego                  | Candidatura |
| 2018 | Millor Direcció de Fotografia | XXXII Premis Goya                                     | Jaime Pérez Fernández                | Candidatura |
| 2018 | Millor Montaxe                | XXXII Premis Goya                                     | Sandra Sánchez                       | Candidatura |
| 2018 | Millor So                     | XXXII Premis Goya                                     | Manuel Maneiro                       | Candidatura |
| 2018 | Millor Pel·lícula Documental  | XXXII Premis Goya                                     | Danga Danga Audiovisuais, S.L.N.E.   | Candidatura |